# Kadashman-Harbe Ier
Kadashman-Harbe Ier est un roi de la dynastie kassite de Babylone. Il a régné vers le milieu ou la seconde moitié du XVe siècle av. J.-C., mais son nom n'est connu que par des listes dynastiques et quelques textes ne donnant pas d'informations sur des événements politiques ou même des travaux de construction. Son règne prend place dans une période de stabilisation de la dynastie kassite en Babylonie. Il est apparemment le père du futur roi Kurigalzu Ier, même s'il semble qu'il ait été remplacé par Kara-indash, dont on ignore la nature des liens avec lui.